# Gall, Sveti Urban
Gall je naselje v Občini Sveti Urban v Okraju Trg na Koroškem v Avstriji.